# Água Fria de Goiás
Água Fria de Goiás ist eine brasilianische politische Gemeinde im Bundesstaat Goiás in der Mesoregion Ost-Goiás und in der Mikroregion Entorno de Brasília. Sie liegt nördlich der brasilianischen Hauptstadt Brasília und 342 km nordöstlich von Goiânia, der Hauptstadt des Bundesstaates.

## Geographische Lage
Água Fria de Goiás grenzt
- im Norden an Niquelândia und São João d’Aliança
- im Osten an Formosa
- im Süden an Planaltina
- im Westen an Padre Bernardo und Mimoso de Goiás